# Als die Tiere den Wald verließen (Buchreihe)
Als die Tiere den Wald verließen ist der erste Titel einer Kinder- und Jugendbuchreihe von Colin Dann. Es wurde zuerst 1979 veröffentlicht. Eine gekürzte Version von 70 Seiten wurde 1993 veröffentlicht, um die gleichnamige Fernsehserie zu begleiten.
Die Bücher erzählen die Geschichte einer Gruppe von Waldtieren, deren Heimat von Menschen zerstört wurde. Sie hören von einem Naturreservat, dem Weißhirschpark, wo sie abseits der Menschen sicher leben könnten, und beschließen, die Reise zusammen zu unternehmen. Sie schwören, einander zu schützen, bis sie ihren Bestimmungsort erreichen.
Die Originalausgabe wurde 1979 veröffentlicht. Zu diesem Zeitpunkt war noch keine Fortsetzung geplant. Der Erfolg des Buches führte zu weiteren Romanen, die die Abenteuer der Tiere weitererzählen, nachdem sie den Weißhirschpark erreicht hatten.

## Handlung
Die Menschen haben die Heide, die einen fiktiven Wald („Farthing Wood“) umgibt, ausgegraben, um Platz für Häuser zu schaffen. Da selbst der Teich im Wald gefüllt wird und sogar der Bach nach einer andauernden Dürre nur noch aus einem kleinen Rinnsal besteht, rufen Dachs und Fuchs alle Bewohner des Waldes zu einer Versammlung zusammen, in der Hoffnung, eine Lösung für dieses Problem zu finden. Sie erkennen, dass es keinen Sinn hat, den Menschen standzuhalten, und sie daher wohl mit ihrem Ende rechnen müssten.
Dies ändert sich allerdings, als Kröte zur Versammlung kommt. Er erklärt, dass er in einem Marmeladenglas gefangen worden und weit weggebracht worden war. Schließlich schaffte er es jedoch zu entkommen und folgte seinem Instinkt, der ihn nach Hause führte. Unterwegs kam er an einem Naturreservat, dem Weißhirschpark, vorbei.
Die Tiere beschließen, ihren Wald zu verlassen und sich auf die Reise zum Weißhirschpark zu begeben, stets mit der Hoffnung, dass sie dort vor Menschen sicher sein werden.
Nachdem die Tiere geschworen hatten, einander während der Reise nicht zu fressen und sich gegenseitig zu helfen, brechen sie mit Fuchs als Leiter und der Kröte als ihr Führer auf.
Probleme entstehen wegen der unterschiedlichen Fähigkeiten jedes Tieres schon sehr früh, wie zum Beispiel, wie schnell sie gehen oder das, was sie essen dürfen. Nachdem sie ein Wohnviertel einer Stadt und eine vielbefahrene Straße überlebt haben, finden die Tiere Zuflucht in einem Sumpfland. Die Eidechsen entscheiden sich, zu bleiben, da die Reise für sie zu anstrengend ist.
Die Tiere werden gezwungen, von den Eidechsen zu fliehen, da ein Waldbrand, verursacht durch einen Zigarettenstummel, sie bedroht. Das Schicksal der Eidechsen ist unbekannt.
Die Tiere suchen in einer offenen Scheune Schutz, nachdem sie das Feuer überlebt haben, werden jedoch vom Bauern in dessen Scheune gefangen gehalten, da er glaubt, der Fuchs habe seine Hühner gefressen. Die Fasanen, die die Aufgabe hatten, vor der Scheune Wache zu halten, wurden von dem Bauern im Schlaf überrascht und sofort erschossen. Die Tiere schaffen es, einen Tunnel zu graben, und suchen in einem Wäldchen Schutz, bevor sie einen Fluss erreichen. Während sie hinüber schwimmen, brechen die Kaninchen in Panik aus, woraufhin ihnen der Fuchs zu Hilfe eilt. Nachdem er die Kaninchen gerettet hat, ist er zu müde, um zu schwimmen und wird von Treibholz getroffen. Die Führung des für tot geglaubten Fuchses übernimmt Dachs. Die Reise wird fortgesetzt.
Der Fuchs, der den Unfall überlebt hatte, trifft auf der Suche nach seinen Freunden auf eine Füchsin. Er entdeckt auch, dass sie im Territorium der Fuchsjagden sind. Füchsin hilft Fuchs, die anderen Tiere zu finden. Dabei erregen sie bald die Aufmerksamkeit der Jagdgesellschaft. Doch nachdem Kreuzotter eines der Jagdpferde in den Fuß beißt, wird die Jagd beendet. Die Füchsin wird in die Gruppe aufgenommen.
Eine Stadt ist das letzte Hindernis auf der Reise der Tiere, nachdem sie einen Steinbruch, eine Autobahn und ein mit Pestiziden vergiftetes Feld überlebt haben.

## Der Schwur zum gegenseitigen Schutz
Der Schwur spielt eine Hauptrolle in der Reise und den folgenden Büchern. Während der ersten Versammlung im Wald wird ein Schwur zum gegenseitigen Schutz, um die kleineren Tiere zu schützen, insbesondere vor der Kreuzotter. Diese Idee wurde Fuchs zufolge von dem Vater von Dachs eingeführt. Am Ende willigen sie ein, den Schwur nach ihrer Ankunft im Weißhirschpark fortzusetzen.

## Unterschiede der Buchreihe und der Fernsehserie
Der Naturschützer des Weißhirschparks tritt bereits früher in Erscheinung.

Die Igel sind etwas mehr, wodurch einige dennoch den Weißhirschpark erreichen.

Die Namen sind meist die gleichen, unterschiedlich sind z. B. die späteren Namen der Krähe, die dem kleinen Fuchs hilft. In der Serie ist sie namenlos, im Buch heißt sie Räuber. Auch heißt er hier der Kühne (Serienname: Keck), seine Gefährtin heißt hier Feder (Serie: Windspiel bzw. Geflüster).

## Veröffentlichungen
Das erste Buch wurde ursprünglich vom Verleger John Goodchild 1979 als zwei getrennte Taschenbücher veröffentlicht. Ab der zweiten Auflage erschienen sie nur noch zusammengefasst als ein Roman.
Zwischen 1981 und 1992 entstanden sechs Fortsetzungen, die zusammen mit dem ersten Band die Grundlage für die gleichnamige Fernsehserie bilden. Nicht mehr verfilmt wurde der 1994 erschienene letzte Band, der als Prequel 5 Jahre vor dem Start der Serie spielt.
Im deutschsprachigen Raum erschien 1980 der erste Band im Verlag Carl Ueberreuter und hielt sich an die einbändige Version von „The Animals of Farthing Wood“. Zwei Jahre später folgte ein weiterer Band, der die ersten beiden Fortsetzungen zusammenfasste.
Anschließend wechselte die Reihe zu Ravensburger, bei dem zuerst die bisherigen Bände in vier Taschenbüchern nachgedruckt, und anschließend mit zwei weiteren Büchern fortgesetzt wurden.
Nachdem die Fernsehserie in Deutschland angelaufen war, wurde die Reihe von Ueberreuter neu aufgelegt. Die beiden bei Ravensburger erschienenen Bücher wurden dabei abermals zu einem Band zusammengefasst. In den folgenden Jahren folgten zwei weitere Bände, mit den letzten drei Geschichten.

## Bücher dieser Reihe
- Als die Tiere den Wald verließen, 1980 (The Animals of Farthing Wood)[1]
  - Die Flucht (Escape from Danger, 1979)
  - Die Reise zum Hirschpark (The Way to White Deer Park, 1979)
- Was die Tiere im Park erlebten, 1982
  - Winter im Hirschpark (In the Grip of Winter, 1981)
  - Fuchskrieg (Fox's Feud, 1982)
- Wie die Tiere das Fürchten lernten, 1995[2]
  - Jagd auf den roten Schatten, 1986 (The Fox Cub Bold, 1983)
  - Der Unbekannte, 1990 (The Siege of White Deer Park, 1985)
- Als die Tiere ums Überleben kämpften, 1996
  - Der Orkan (In the Path of the Storm, 1989)
  - Kampf um den Park (Battle for the Park, 1992)
- Wo die Tiere zu Hause waren, 1997 (The Adventure Begins, 1994)